# Arme d'hast

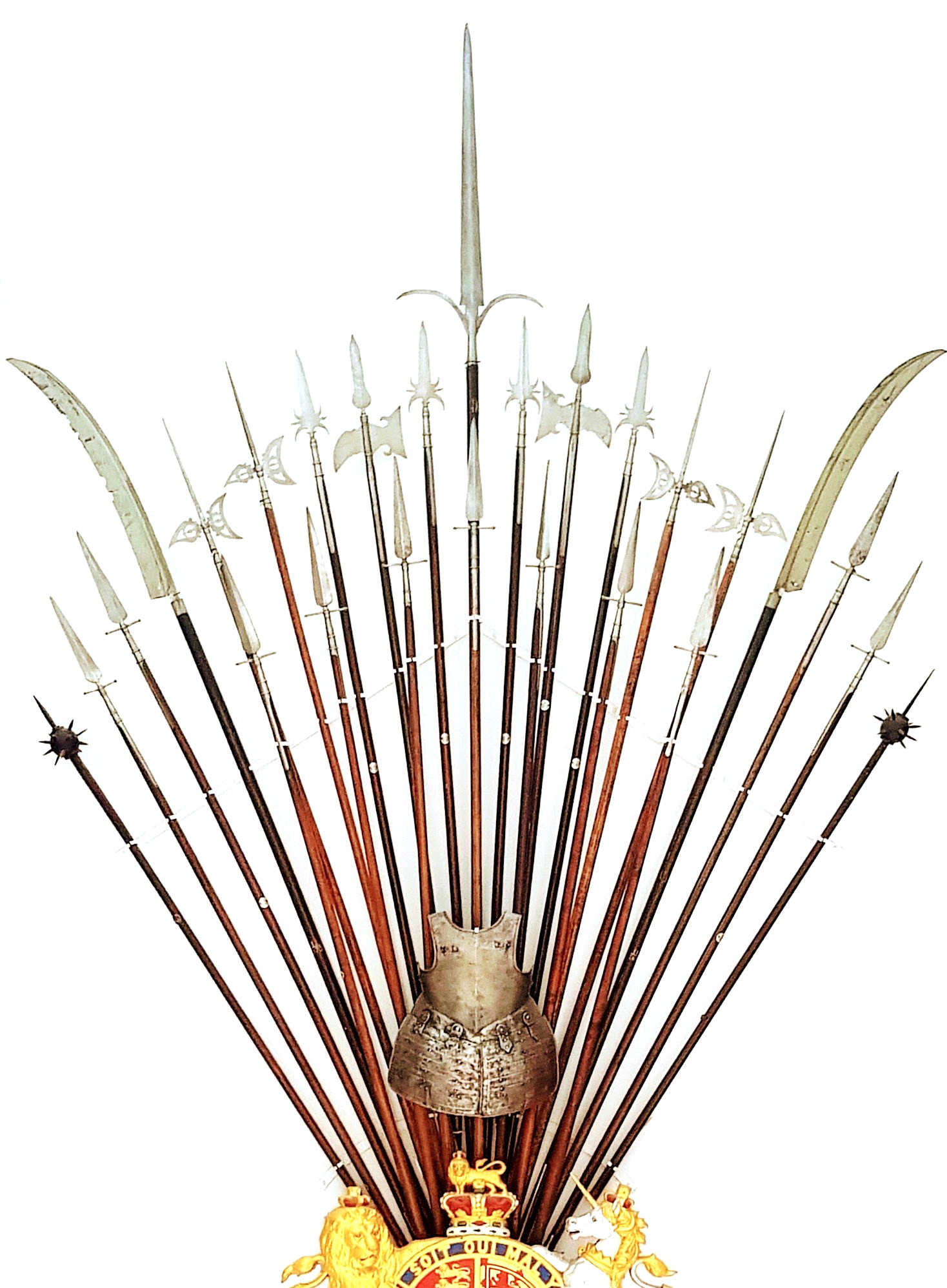
Ensemble d'armes d'hast au Royal Armouries Museum de Leeds (Angleterre).

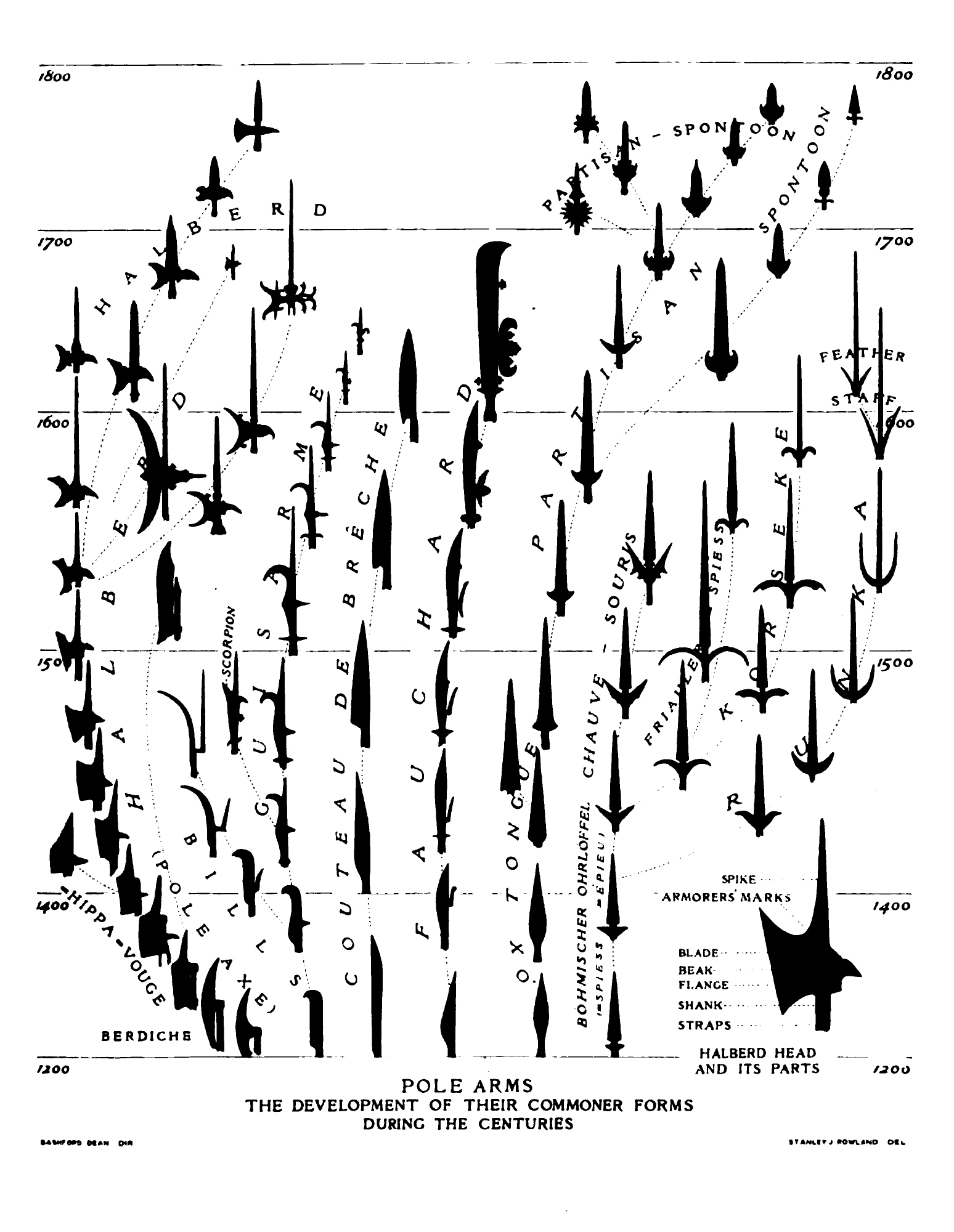
Évolution de différentes armes d'hast (XIIIe siècle - XVIIIe siècle).

Une arme d'hast (latin hasta, « hampe, lance ») est une arme blanche composée d'une lame ou d'une pointe métallique, plus ou moins symétrique par rapport à son axe, fixée au bout d'un long manche, généralement en bois, appelé hampe. Elle est utilisée pour le combat rapproché.
La plus répandue est la lance, utilisée notamment par les lanciers. Celle-ci, malgré son nom, ne se lance pas, contrairement au Pilum ou au javelot, qui sont jetés en Occident.
L'intérêt des armes d'hast est : 
- d'augmenter la vitesse circonférentielle par effet de levier et donc la force d'un coup de taille (avec le tranchant) ;
- d'avoir une allonge plus grande et donc la possibilité de toucher sans être touché, et notamment de pouvoir toucher un ennemi en étant surélevé comme dans le cas d'un cavalier ;
- de pouvoir venir en appui sur le sol pour encaisser un effort important (typiquement une charge de cavalerie).

De plus, quand le manche est fait de matériau souple (comme le bambou), il peut se courber et vibrer, permettant au fer de contourner une protection ou pièce d’armure.

## Historique
L'usage des armes d'hast est très ancien, il remonte à la Préhistoire.
Les armes d'hast sont relativement peu chères, et simples à fabriquer comme à utiliser, car elles sont souvent dérivées d'armes de chasse (comme l'épieu) ou d'outils agricoles (comme la faux de guerre).
Les lances ont ainsi probablement d'abord été utilisées à la chasse, comme arme de jet ou pour frapper directement ; la possibilité de frapper une proie tout en la gardant à bonne distance a dû apparaître très vite comme avantageuse aux chasseurs. De plus, une fois plantée avec une inclinaison dans le sol, c'est une défense très efficace contre une charge (de cavalerie ou celle d'un prédateur).
Des unités rangées d'hommes équipés d'armes d'hast ont également été reconnues rapidement comme des unités de combat efficaces (voir phalange hoplitique, phalange macédonienne et sarisse dans le cas de l'Europe antique) :
- en défense, il était difficile de toucher les hommes derrière leurs lances ;
- en attaque, elles dévastaient tout sur leur passage.

Les points faibles sont : une lenteur à manœuvrer pour pouvoir conserver la formation, la fragilité en cas d'attaque de flanc ou de dos et le besoin d'un terrain dégagé pour manœuvrer.
Avec la généralisation des combattants cuirassés, particulièrement la cavalerie, les armes d'hast ont combiné le fer de lance (pour les coups d'estoc) avec un fer de hache ou autre, pour les coups de taille.
Les armes d'hast ont par la suite été largement surpassées par les armes à feu. Cependant, l'utilisation de la baïonnette lors des assauts modernes peut être vue comme une survivance des armes d'hast.
Elle a donné son nom à une partie des légionnaires romains, les hastati.

## Liste d'armes d'hast occidentales
Liste d'armes d'hast occidentales :

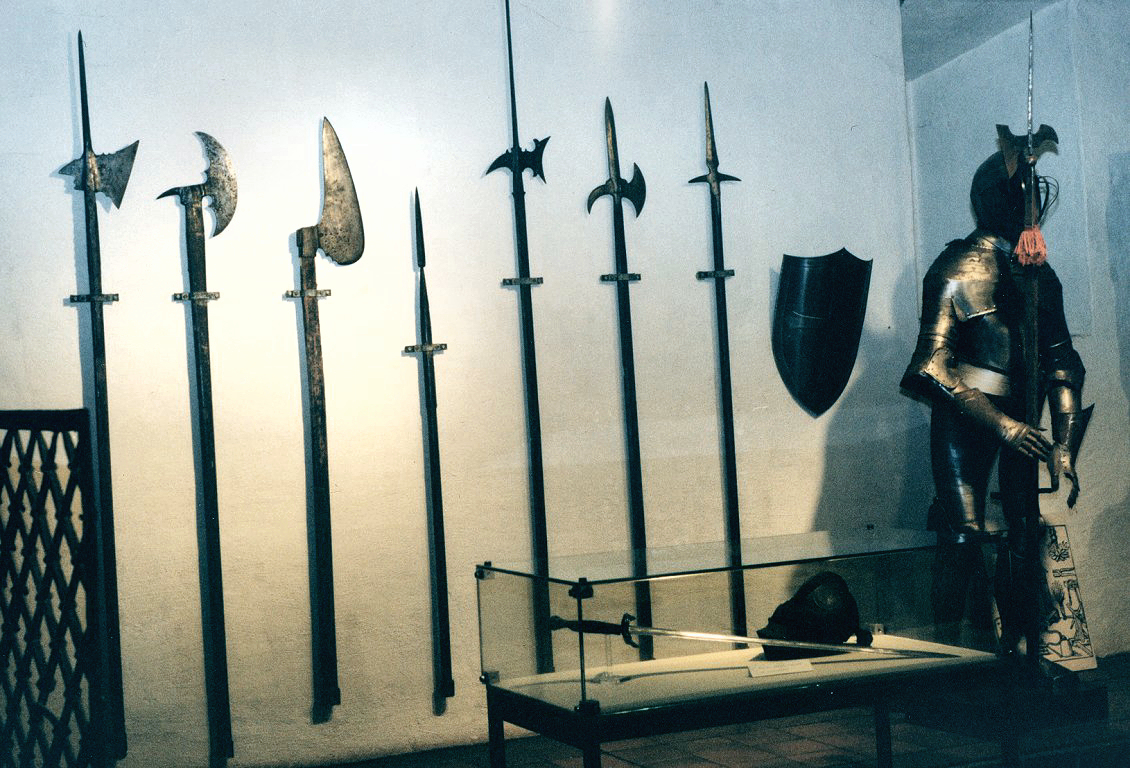
Exposition d'armes d'hast au château de Nideggen.

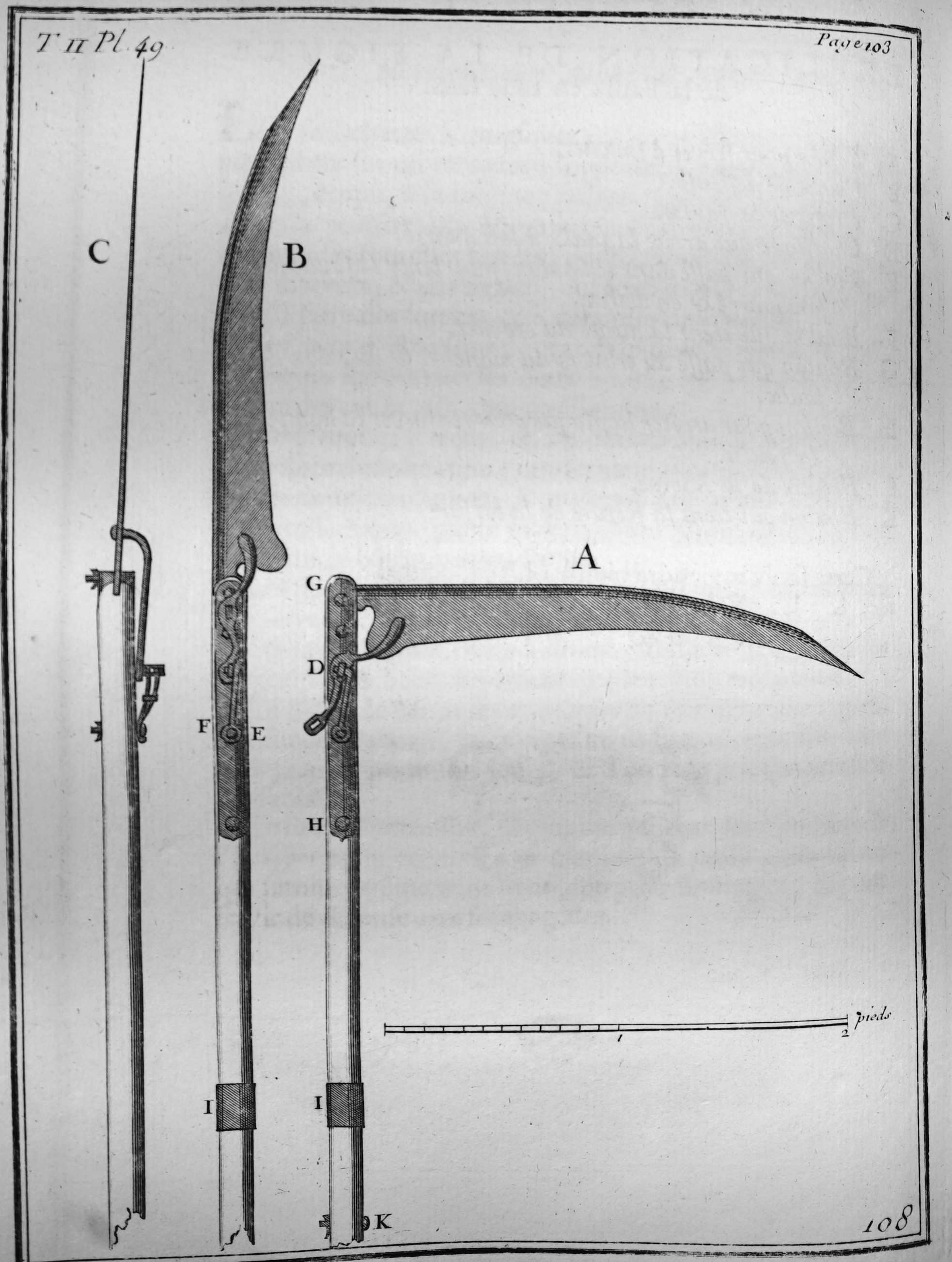
Faux de guerre avec un système de bascule de la lame, XVIIIe siècle par Pierre Surirey de Saint-Remy.

- Anicroche : arme composée d'un coutelas recourbé pour couper les jarrets des chevaux, désosser un chevalier en lui arrachant ses pièces d'armures. Utilisée du XIVe au XVIe siècle.
- Bardiche : arme originaire d'Europe de l'Est, composée d'un manche en bois pouvant être long de 2 m et d'un fer en forme de hache allongée.
- Bec de corbin, : arme d'hast avec une pointe métallique asymétrique en forme de bec courbe.
- Corsèque : arme d'hast avec une lame, en forme de lance, complétée par deux pointes latérales.
- Esponton, demi-pique utilisé par les officiers subalternes d'infanterie en France et dans les armées européennes au XVIIe siècle.
- Faux de guerre ou fauchard : arme d'hast inspirée de la faux qu'utilisaient les paysans en temps de guerre (lame taillée d'un côté seulement). Elle apparaît au début du XIIIe siècle.
- Glaive d’arme : arme d'hast avec une pointe en forme de glaive romain, monté sur une longue hampe en bois.
- Guisarme :  arme d'hast avec une pointe métallique asymétrique, en forme de serpe sur un côté et comportant une pointe en bec, axialement opposé.
- Hache d'arme : arme d'hast, avec pointe métallique effilée, surmontant une grande hache, à lame souvent courbe, et un marteau axialement opposé, le tout monté sur une hampe en bois. Utilisée en Europe du XIVe au XVe siècle.
- Hallebarde (du moyen haut allemand Helmbarte) : arme d'hast avec une pointe de lance, doté d'un fer de hache et d'un bec de corbin, monté sur une longue hampe en bois.
- Lance : arme d'hast avec une pointe métallique symétrique, montée sur une hampe en bois.
- Marteau d'arme : arme d'hast, montée sur hampe en bois, avec une masse contondante, surmontée d'une pique effilée, avec ou sans pointes. Le Morgenstern, avec pointes, est surtout utilisé dans le Saint-Empire.
- Pertuisane : arme d'hast avec hampe en bois, dérivée de la lance, dont le fer se divise à sa base. Utilisée surtout en Italie au XVe siècle.
- Pique : longue lance de fantassin (env. 6 m), utilisée pour briser la charge des cavaliers, trouvant peut-être son origine dans la sarisse macédonienne.
- Plançon : arme d'hast, montée sur une hampe en bois, avec une pointe effilée, avec garde métallique, originaire du Saint-Empire (Ahlspiess).
- Vouge: Constituée d'une lame fine à un tranchant (bien que certains modèles pouvaient avoir un second tranchant sur le dos de la lame), montée avec une douille à sa base sur une hampe d'environ un mètre et demi à deux mètres. Il lui est parfois ajouté des languettes à la manière des haches d'armes, ou encore une rondelle pour protéger les mains.

## Liste d'armes d'hast orientales
- Le nunti japonais.
- Le naginata japonais (type de fauchard).
- le yari japonais (type de lance).
- le torimono sandōgu, triptyque d'armes de police japonais.
- le nagamaki japonais (type de fauchard).
- le ji (en) chinois.
- le gun chinois (type de lance).
- le woldo (en) coréen (type de fauchard).